# 칼루멧

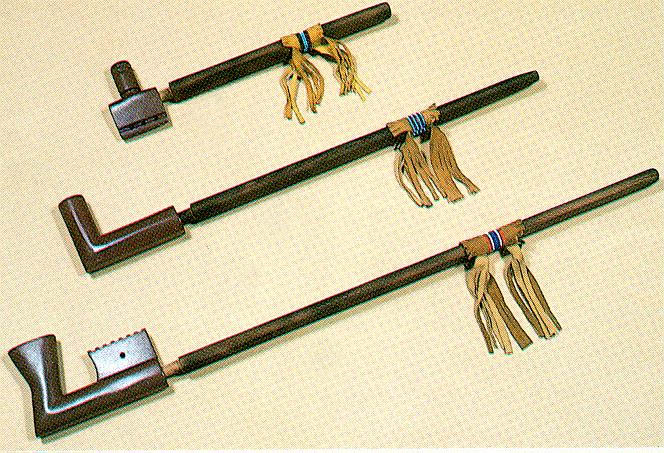

칼루멧(calumet)은 아메리카 원주민들이 종교적인 용도로 사용한 담뱃대이다.